# 鮑魚麵
鮑魚麵是香港的一種麵條，雖然外觀與一般雞蛋麵相似，但麵條含有鮑魚的成分，由於鮑魚在華人飲食文化中屬於名貴的海產，故此鮑魚麵比普通雞蛋麵高貴，價格也較高，不過隨著不同的麵條生產商也紛紛製作鮑魚麵，所以售價已大幅下降，現時鮑魚麵已成為一種港式麵條食品及禮品。

## 製作
鮑魚麵的主要成分和一般的雞蛋麵相同，都是由麵粉及雞蛋組成，不過在麵粉製成麵條的過程中，會把特製的鮑魚汁與麵團混和，鮑魚汁的配方因廠家而異，根據最早生產鮑魚麵的「三潤麵皇」稱，他們的鮑魚汁有鮑魚、火腿及豬骨等材料，熬足12小時，將鮑魚湯濃縮成醬汁，才與麵粉混合，然後製成麵條，再經過乾燥程序，在麵條的過程中沒有進行油炸。烹調鮑魚麵不需先用沸水煮開備用，可將鮑魚麵直接放入盛有冷水的鍋內，再將鍋內的水和麵一起加熱，當鍋內的水被煮至沸騰的過程中，鮑魚麵麵條中的鮑魚成分會慢慢釋出到水中，煮麵的清水就會變成帶有鮑魚味道的湯汁。

## 歷史
鮑魚麵據稱最早由香港麵條生產商「三潤麵皇」推出，這家麵廠最初於1978年以家庭式經營，到1987年註冊為三潤粉麵食品有限公司，製作雞蛋麵、河粉、瀨粉及腸粉等等，適逢香港飲食業發展迅速，營業擴張，並且在1997年開發出鮑魚麵，由於得到傳媒報導而打響知名度。之後，香港有不少麵廠都推出自家的鮑魚麵，壽桃牌等更將鮑魚麵包裝成禮盒供顧客作為節日送禮的用途。